# Хайнрих III (Глогов)
Вижте пояснителната страница за други личности с името Хайнрих III.
Хайнрих III (на полски: Henryk III Głogowczyk; на немски: Heinrich III von Glogau, също Heinrich I von Glogau; 1251/1260; † 9 декември 1309) от фамилията на силезските Пясти, е от 1273/1274 до 1309 г. е херцог на Глогов, от 1289 до 1309 г. херцог на Спротау и от 1304 г. херцог на Саган. През 1306 г. той е херцог на части от Великополша (1306 – 1309).

## Живот
Той е най-големият син на херцог Конрад II от Силезия и на Саломеа от Велика Полша.
През 1290 г. Хайнрих се жени за Мехтхилд (1276 – 1318) от фамилията Велфи, дъщеря на херцог Албрехт I от Брауншвайг и Люнебург и втората му съпруга Аделаида Монфератска, дъщеря на Бонифаций II маркграф от Монферат. Двамата имат десет деца, пет сина и пет дъщери. Дъщеря му Беатрикс († 1322) се омъжва 1308 г. за херцог Лудвиг IV от Горна Бавария († 1347).